# Rostislav Václavíček
Rostislav Václavíček (Vrahovice, 7 de dezembro de 1946 — Brno, 7 de agosto de 2022) foi um futebolista tcheco que atuou como defensor, campeão olímpico em Moscou 1980.

## Carreira
Václavíček jogou pelo Zbrojovka Brno, com o qual conquistou o campeonato nacional em 1978. Enquanto esteve no clube, atuou em 324 partidas e marcou treze gols.
Representou o seu país nos Jogos Olímpicos de Verão de 1980, conquistando a medalha de ouro.

## Morte
Em 7 de agosto de 2022, Zbrojovka divulgou que Václavíček morreu em Brno.